# 192686 Aljuroma
192686 Aljuroma este o planetă minoră (asteroid) din centura de asteroizi. A fost descoperită pe 15 octombrie 1999 la Bornheim de Norbert Ehring⁠(d). 
Obiectul prezintă o orbită caracterizată de o semiaxă mare de 2,671800225134 UAi, o excentricitate de 0,38, o înclinație de 11,3 ° în raport cu ecliptica.